# Riverdale (Iowa)
Riverdale es una ciudad situada en el condado de Scott, Iowa, Estados Unidos. Tiene una población estimada, a mediados de 2023, de 377 habitantes.

## Geografía
La localidad está ubicada en las coordenadas 41°32′14″N 90°27′49″O / 41.53722, -90.46361. Según la Oficina del Censo, tiene una superficie total de 5.72 km², de los cuales 4.76 km² corresponden a tierra firme y 0.96 km² están cubiertos de agua.

## Demografía
Según el censo de 2020, en ese momento había 379 personas residiendo en la localidad. La densidad de población era de 79.62 hab./km². El 89.71% de los habitantes eran blancos, el 2.64% eran afroamericanos, el 1.06% eran amerindios, el 0.26% era asiático y el 6.33% eran de una mezcla de razas. Del total de la población, el 4.75% eran hispanos o latinos de cualquier raza.